# Astana Opera
Die Astana Opera (kasachisch Астана опера) ist seit 2013 ein Opernhaus in der kasachischen Hauptstadt Astana.

## Geschichte

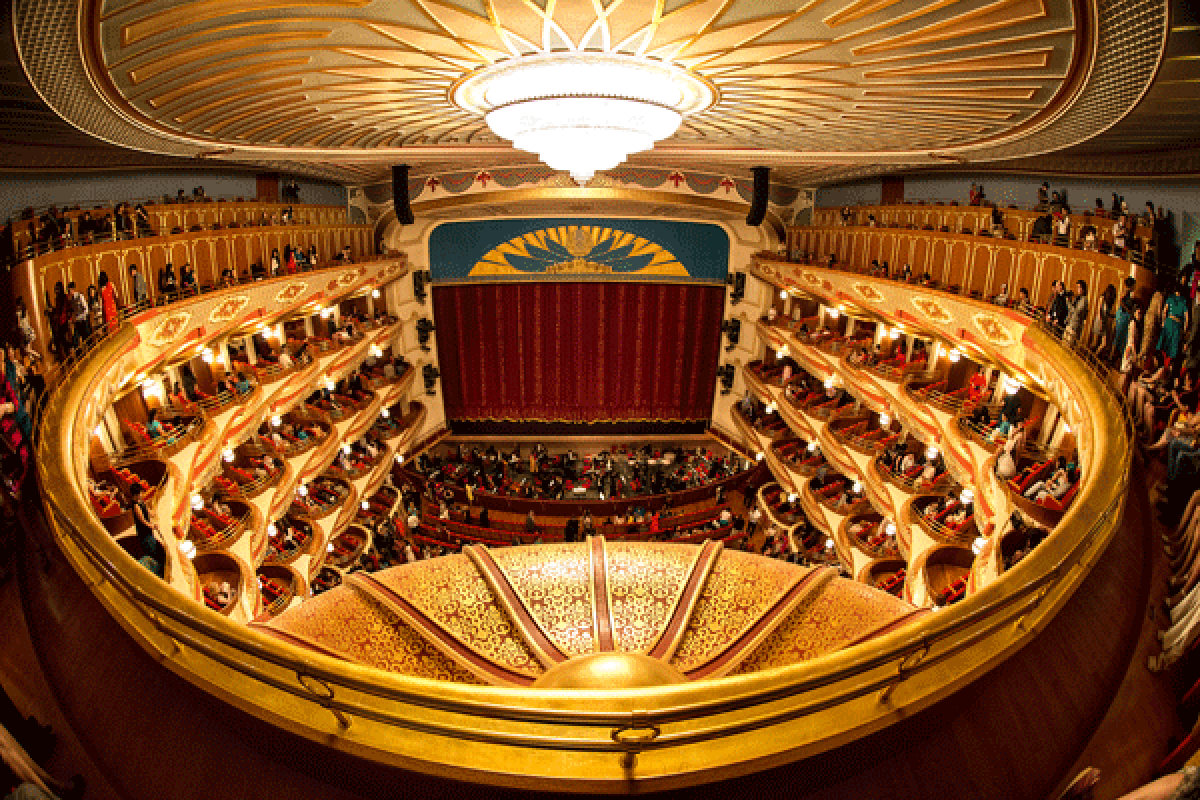
Der Hauptsaal der Oper mit 1.250 Sitzplätzen

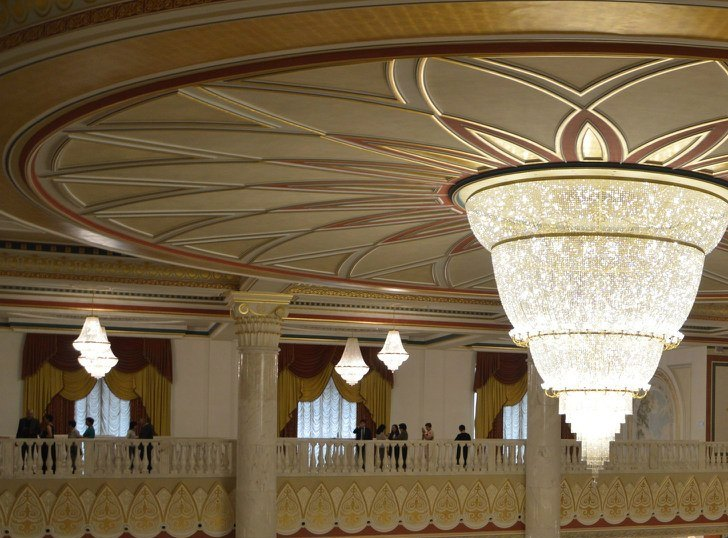
Der Kronleuchter im Foyer der Oper

Der Bau der Oper wurde per Dekret des damaligen kasachischen Präsidenten Nursultan Nasarbajew am 6. Juni 2010 begonnen, der Entwurf des Bauwerks stammte vom römischen Architektenbüro Arlotti-Beccu-Desideri-Raimondo. Der Baustil bezieht sich auf italienische Opernhäuser aus dem 19. Jahrhundert, enthält aber ebenso Fresken von typisch kasachischen Nationalsymbolen, etwa von den Schluchten des Scharyn-Nationalparks oder den Landschaften des Burabay-Nationalparks. Der Hauptsaal des Gebäudes wurde mit einer Kapazität von 1.250 Sitzen und einer Bühnenfläche von 935 m² errichtet, zudem wurde ein zweiter, kleinerer Saal mit 250 Sitzplätzen für Kammermusik konzipiert. Eine Besonderheit stellt das Foyer dar, dessen 13 Meter hohe Decke einen 1,6 Tonnen schweren Kronleuchter trägt.
Das Repertoire der Oper umfasst zum einen Werke von kasachischen Komponisten wie Birzhan und Sara von Mukan Tulebajew, Abai von Latif Chamidi und Akhmet Zhubanow oder Kyz-Zhibek von Jewgeni Brussilowski nach der gleichnamigen Volkslegende, zum anderen aber Werke der europäischen klassischen Musik von Giuseppe Verdi, Giacomo Puccini und Peter Tschaikowsky.
Die Oper verfügt über ein eigenes Orchester mit dem derzeitigen Chefdirigenten Alan Böribajew.